# Wasilla
Wasilla er en amerikansk by i staten Alaska. I 2010 havde byen et indbyggertal på 7.831.